# بمبئی مخملی
بمبئی مخملی (به هندی: Bombay Velvet) فیلمی است محصول سال ۲۰۱۵ و به کارگردانی آنورانگ کاشیاپ است. در این فیلم بازیگرانی همچون رانبیر کاپور، انوشکا شارما، کاران جوهر، کی کی منون، ویوان شاه، راوینا تاندون ایفای نقش کرده‌اند.